# اچ‌ام‌اس کراون (۱۶۵۴)
اچ‌ام‌اس کراون (۱۶۵۴) (به انگلیسی: HMS Crown (1654)) یک کشتی بود که طول آن ۱۰۴ فوت (۳۱٫۷ متر) بود.